# Hijo de Dios
Hijo de Dios es el título de un líder y concepto religioso que refleja la fidelidad y aprobación de quien lo posee. Históricamente muchos gobernantes han asumido tratamientos como Hijo de Dios o Hijo del Cielo.
El término "Hijo de Dios" se usa en el Tanaj (Antiguo Testamento) para referirse a las personas que tienen una relación especial con Yahveh. En el Éxodo, Yahveh dice: Israel es mi hijo, mi primogénito,‘deja ir a mi hijo para que me dé culto. A los Reyes de Israel , a los hombres justos y a los ángeles, todos son llamados "hijos de Dios". El Salmo 2 menciona; Yo publicaré el decreto: Yahveh me ha dicho: Mi hijo eres tú; Yo te engendré hoy, lo que se ha interpretado como una referencia al futuro Mesías.
En el Nuevo Testamento, "Hijo de Dios" se aplica instintivamente a Jesús, queriendo enfatizar que es de la misma naturaleza o esencia de Dios. En dos ocasiones, Jesús es llamado "Hijo de Dios" por una voz que habla desde el Cielo. Jesús explícita e implícitamente se refiere a sí mismo "Hijo de Dios" e "Hijo del Hombre", y varias personas que aparecen en el Nuevo Testamento le llaman "Hijo de Dios".  El término se extiende a las personas en general que llevan una fe en comunión, el pasaje de Juan dice; A todos los que le recibieron, a los que creen en su nombre, les dio potestad de ser hechos hijos de Dios, mientras las Epístola paulinas reza; Porque todos los que son guiados por el Espíritu de Dios, son hijos de Dios.

## Historia
A lo largo de la historia, gobernantes desde la China (1000 aC), Egipto (1350 aC) hasta Alejandro Magno (360 aC), Roma  y el emperador de Japón (año 600) han asumido títulos que reflejan una relación filial con deidades. 

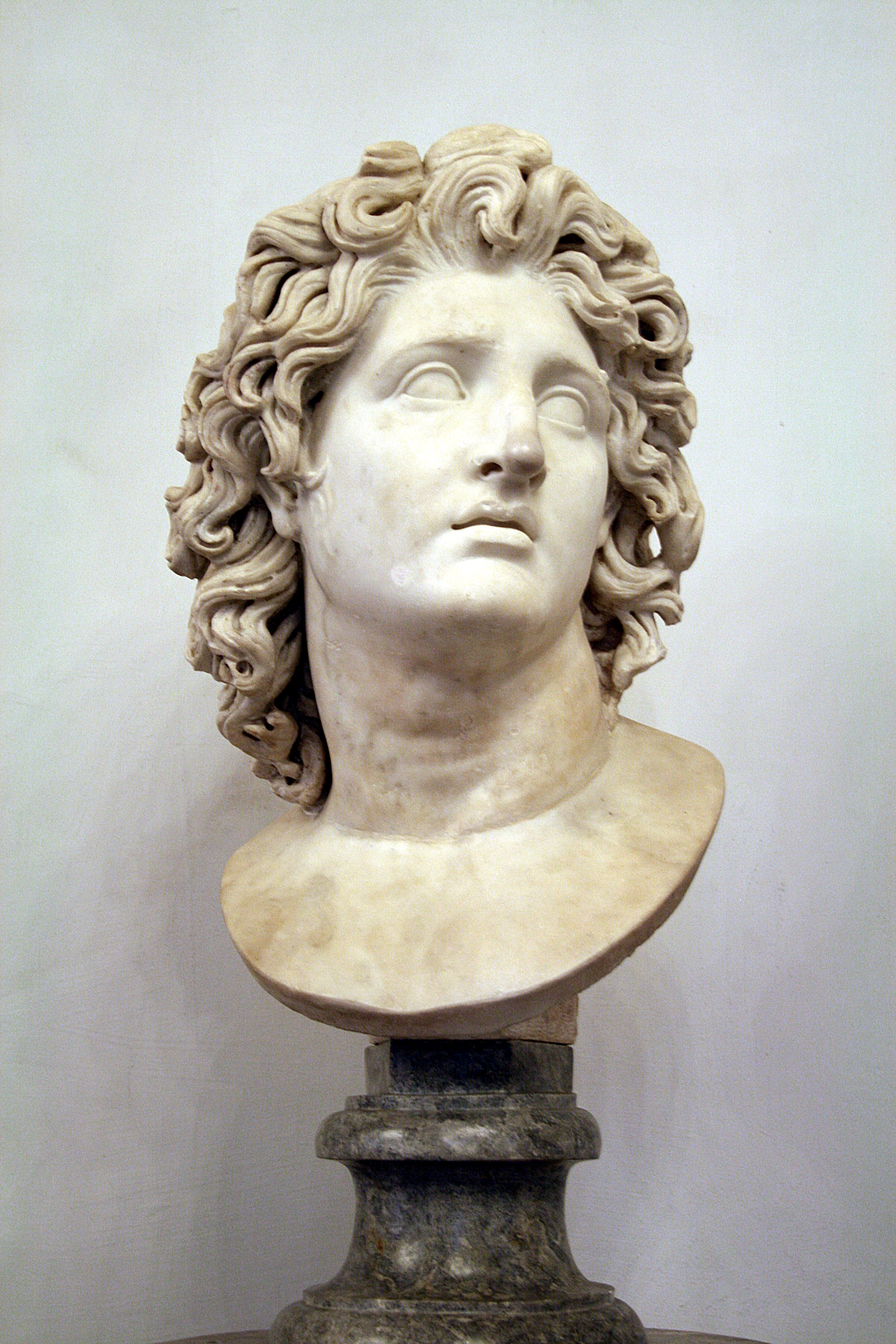
Alejandro magno decía ser hijo de Zeus.

El título "Hijo de Dios" (en chino, 天子; pinyin, Tiānzǐ; literalmente, ‘hijo del cielo’ -Tian/cielo es el nombre personal de Dios-) se usó por primera vez en la dinastía Zhou occidental (1000 aC), se menciona en el libro Shijing y refleja la creencia de que el Emperador era responsable del bienestar del mundo por Mandato de Tian.
Entre los nómadas euroasiáticos, también hubo uso generalizado de "Hijo de Dios/Cielo", por ejemplo para Gengis Kan.
En Egipto, los Faraones fueron referidos como hijos de algún dios en específico, y su engendramiento en algunos casos se dan detalles sexuales, los Faraones no tenían plena paridad con sus padres divinos sino que estaban subordinados. : 36  Sin embargo, en las primeras cuatro dinastías, el Faraón era considerado la encarnación de un dios. Así, Egipto fue gobernada por "Dios mismo a la cabeza del estado". En el periodo de Akenatón , el papel del Faraón se redujo a corregente, donde el Faraón y Dios gobernaban como padre e hijo. Durante el reinado de Herihor, el papel del Faraón se redujo aún más, el Rey era el Sumo sacerdote.
En la cultura cananea, los 'hijos de Ēl' eran los 70 hijos de Astarot y Ēl, que eran las deidades titulares de la gente del mundo conocido, y su matrimonio con las "hijas del hombre" (Hieros gamos) daría origen a sus gobernantes terrenales "Hijos de Dios". 
Genesis 6 reflejaría esta antigua tradición al indicar; los hijos de Dios a las hijas del hombre, les engendraron hijos: éstos fueron los valientes que desde la antigüedad fueron varones de renombre. Mientras 2 Samuel 7 afirmaría la nueva tradición pero en sentido monoteísta y poético;  Yo [Yahweh] le seré a él padre, y él [Salomón] me será a mí hijo.
Según un mito ugarítico el dios Ēl sedujo a mujeres mortales (similar a Zeus) y engendró dos hijos divinos con ellas, a saber Sahar y Salim (‘Amanecer’ y ‘Atardecer’) Sahar aparece como divinidad alada en el Salmo 139:9 y su hijo Helel (‘el resplandeciente’) se menciona en Isaías 14:12 como aquel que queriendo llegar a la cúspide celestial fue cortado y llevado al abismo.
En el Tanaj, todos los reyes de Israel y de Judá llevan el título "Hijo de Dios" (בני האלהים Bəny hāʾĔlōhīm). Los estados eran confesionales y se gobernaban desde la teocracia, donde por medio de un profeta , los reyes eran ungidos en aceite teniendo la aprobación de Dios, el estado financiaba la religión y el Rey era la máxima autoridad religiosa. El mismo caso fue para sus estados vecinos; en la Estela de Mesa se indica que Mesa (Rey de Moab) era hijo de Quemos, dios nacional de los moabitas.En los Reinos arameos muchos llevan el teónimo (nombre propio de Dios) , la Estela de Tel Dan menciona; Hadad me hizo rey y Hadad marchó delante de mí. En la Estela
erigida por Bar-Rakib para su padre Panammuwa II, se refirió a sí mismo como hijo de Rakib-El,: 26–27  Rakib-El es un dios que aparece en las inscripciones fenicias y arameas. El elemento Hadad aparece en varios nombres teofóricos que llevaban los reyes de Aram. 2 de Samuel menciona que Hadadezer (Haddad es mi ayuda) rey de Soba, fue derrotado por David. En el Tanaj, los reyes arameos posteriores parecen haber asumido habitualmente el título "Hijo de Hadad".
En la mitología griega, Hércules y muchas otras figuras eran considerados hijos de dioses por unión con mujeres mortales. Alrededor del 360 aC en adelante, Alejandro Magno pudo haber insinuado que era un semidiós al usar el título "Hijo de Amón-Zeus", debido a la asimilación cultural Egipto-Grecia.
Después de su asesinato, Julio César fue deificado  como "dios Julio" (IVLIVS•CAESAR•DIVVS Julius Caesar Divus). Su hijo adoptivo, Octavio pasó a ser conocido como Divi Iuli Filius (Hijo del dios Julio) o simplemente Divi filius (Hijo de dios)  como movimiento audaz y sin precedentes, Octavio usó el título para avanzar en su posición política, superando finalmente a todos los rivales para ser el primer emperador de Roma bajo el nombre Augusto.
El título para Julio fue Divus no Deus, sin embargo estos son ambiguos; Deus hace referencia a una dios eterno como Júpiter, mientras Divus hace referencia a personas que se vuelven dioses (divos ex hominibus factos = dioses que alguna vez fueron hombres). Siempre que se ofrecieran los rituales y sacrificio correctos, los Deus recibirían al Divus como un habitante del cielo, pero como un ser inferior a ellos.  La creencia popular sostenía que el Divus Augustus sería recibido personalmente por Júpiter. 
La religión en Roma consistía en un conjunto de cultos en lugar a un solo cuerpo de doctrinas. Había dos clases: la del hogar, que unían a la familia, y la pública, que estimulaban el patriotismo y el respeto al Estado, y en la época imperial se añadió el culto al emperador.
Sin embargo, la sutil distinción Divus/Deus se perdió fuera de Roma, donde Augusto comenzó a ser adorado como  Deus.
Más tarde, Tiberio llegó a ser aceptado como hijo de Divus Augustus y Adriano como hijo de Divus Trajan. A finales del siglo I, el emperador Domiciano era llamado Dominus et Deus (Señor & Dios).
El rey Kanishka del Imperio kushán en el siglo II usó el título Deva-putra que significa "Hijo de Dios".
El Emperador de Japón fue llamado Hijo de Dios (天子 tenshi) a partir de principios del siglo VII.

## Tradición judía
En el judaísmo, la expresión Hijo de Dios surge ligada al inicio de la monarquía, a finales del siglo XI a. C.
El pueblo judío necesitaba una figura gobernante que uniera de modo eficaz a las tribus de Israel contra los frencuentes enfrentamientos que mantenían con los pueblos vecinos.    
En 1020 a. C. el pueblo de Israel, dirigido por Samuel, derrota a los filisteos en Mispá, al norte de Jerusalén. Israel pacta con los cananeos para mantener el control contra los filisteos. Se inicia la monarquía en Israel, que nombra rey a Saúl, natural de Gueba, a unos 5 km al norte de Jerusalén, de la tribu de Benjamín. Saúl derrota a la coalición de filisteos y amorreos. Es derrotado y cae muerto en la batalla de Guilmoa por la alianza de filisteos y cananeos.
Sin embargo, el nombramiento de un rey tuvo el rechazo de los más conservadores, que no admitían en Israel la presencia de otro rey que Dios (Jueces 9; 1 Samuel 8).
En 1000 a. C., a Saúl le sucede el rey David, de la tribu de Judá. Tras arrebatar Jerusalén a los jebuseos, trasladó a esta ciudad fortificada la corte, que estaba en Hebrón. Trae a Jerusalén el Arca de la Alianza, que se encontraba en Quiryat Yearim. Absalón, hijo de David, se subleva y se erige en rey de Hebrón, aunque es derrotado y muerto por las tropas de David. Israel extiende sus dominios en el Levante derrotando a amonitas y arameos, llegando hasta Damasco. Israel pacta con los sidonios para mantener el control contra los filisteos.
David consolida la monarquía en Israel. Para acallar las protestas de los que se oponían a tener por rey a alguien distinto a Dios, el profeta Natán aporta una fórmula que en realidad ya existía en Egipto o en Babilonia [cita requerida]. Durante la consagración del rey, se proclama un oráculo de Dios según la fórmula: "Tú eres mi hijo; yo soy tu Padre" [cita requerida]. De este modo, David pasa a tener el título de Hijo de Dios. La dinastía de David tuvo continuidad en el reino de Judá y esto dio lugar a la expresión Hijo de David, equivalente a Hijo de Dios. [cita requerida]

## Tradición cristiana
Posteriormente, los Evangelios dan el título de Hijo de Dios, Hijo de David e Hijo del Hombre indistintamente a Jesús de Nazaret. Quizá los primeros discípulos asociaron el título judío de Hijo de Dios con Jesús, lo que reforzaría su imagen mesiánica. En cualquier caso, con el paso de los años y la expansión del Cristianismo en el ámbito helenístico y romano, el concepto de Hijo de Dios dejó de ser solo un título que hacía referencia a una filiación real judía y adquirió otras connotaciones teológicas sobre la naturaleza divina o semidivina de Jesucristo. En la polémica arriana del siglo IV, se discutió si el Hijo de Dios era consustancial (homoousios) al Dios Padre o si era una criatura creada.
En la gran mayoría de iglesias cristianas se identifica actualmente al Hijo de Dios con Dios Hijo, la segunda Persona de la Trinidad.